# Regió de Gran Accra
La regió de Gran Accra o de la Gran Accra és la regió més petita de les 10 regions de Ghana. Està situada al sud-est de Ghana i la seva superfície és de 3.245 km² que suposen un 1,4% de la superfície total del país. Té 2.905.726 habitants (2000) cosa que la converteix en la segona més poblada del país, després de la regió Aixanti i suposen el 15,4% del total de la població de Ghana. Té una densitat de població de 1.200 habitants per quilòmetre quadrat. El Gran Accra va formar part de la regió Oriental fins al 1982. La capital de la regió i de Ghana és la ciutat d'Accra.

## Història
L'actual Gran Accra era referit a la dècada de 1960 com el Districte d'Accra Capital i formava part de la regió Oriental. El 22 de juliol de 1982 fou separat d'aquesta i es va convertir en una regió independent mitjançant la Greater Accra Region Law.

## Geografia

### Localització i superfície
La regió del Gran Accra fa frontera al nord amb la regió Oriental, a l'est amb el llac Volta, al sud amb el golf de Guinea i a l'oest amb la regió Central. És la regió amb menys superfície de Ghana. Té 3.245 km².

## Demografia i població
El Gran Accra és la regió més densament poblada de Ghana. Ha passat dels 167 habitants per quilòmetre quadrat el 1960 fins als 895.5 habitants per quilòmetre quadrat el 2000. També és la regió que ha patit un augment de població més acusat.

### Etnicitat i llengües
Els grups ètnics més representatius del Gran Accra són: els àkans (39,8%), els ga-dangmes (29,7%) i els ewes (18%). Els grups àkans amb més persones són els gas (18,9%), els fantes (10,6%), els asantes (8,3%) i els akuapems (4,9%).
- - Els akuapems, que parlen el dialecte de l'àkan, akuapem, viuen al nord de la regió, al límit amb la regió Oriental.[5]

## Districtes

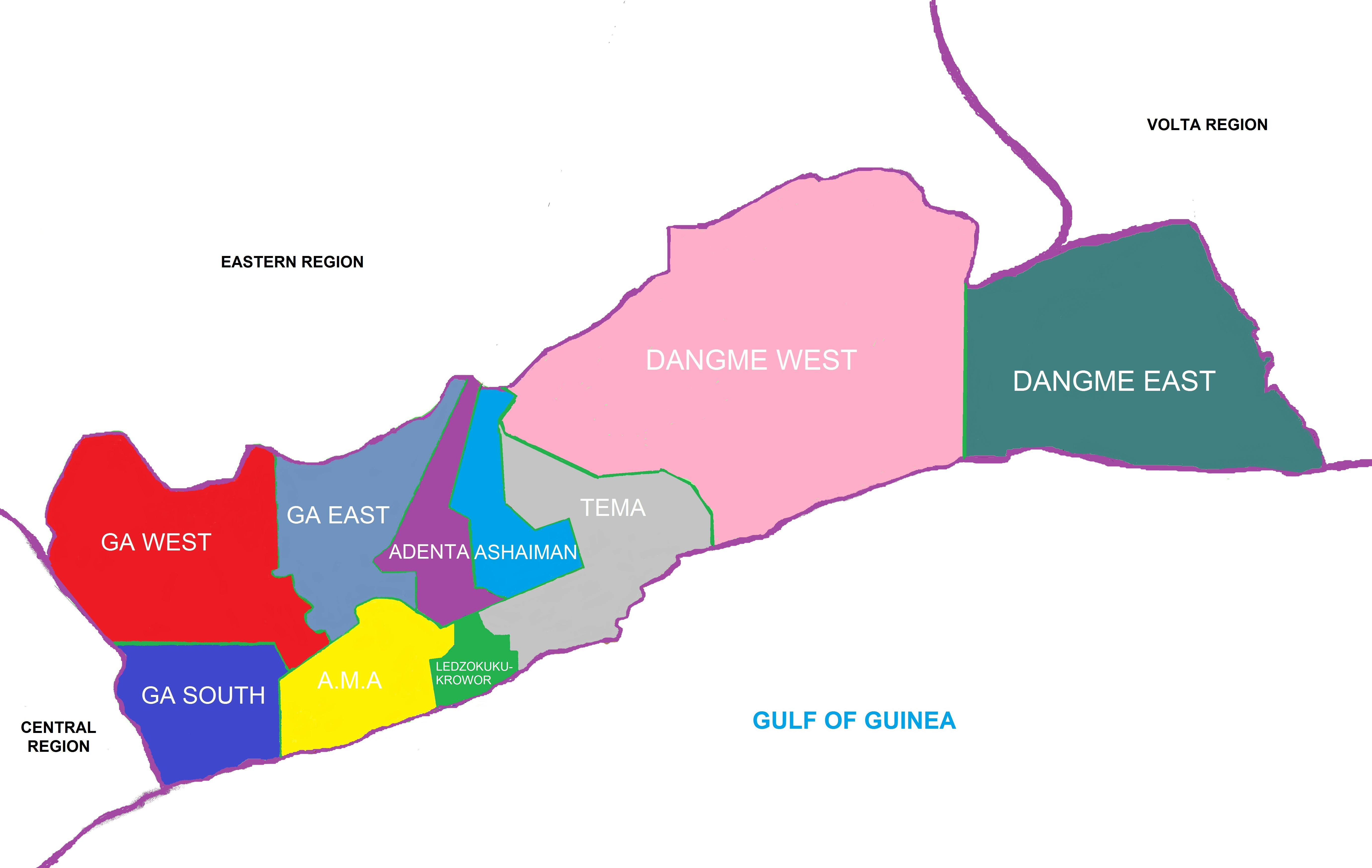
Districtes del Gran Accra

Els districtes de la regió del Gran Accra són:
- Accra
- Ada Occidental
- Adentan
- Ashaiman
- Dangme Oriental
- Ga Central
- Ga Oriental
- Ga Meridional
- Ga Occidental
- Kpone Katamanso
- La Dade-Kotopon
- La Nkwantanang-Madina
- Ledzokuku-Krowor
- Ningo/Prampam
- Shai Osudoku
- Tema

## Transports
El principal aeroport de la regió és l'Aeroport Internacional Kotoka d'Accra.
Al Gran Accra hi ha 4 carreteres nacionals: N1, N2, N4 i N6 i una carretera regional, la R40.

## Religió
El cristianisme és la confusió religiosa que té més creients al Gran Accra (82,9%). Els musulmans són els segons més nombrosos, amb el 10,2%. Tenint en compte els cristians, el 38% pertanyen a esglésies pentecostals i carismàtiques, el 26% són protestants i els catòlics són el 9,7%.

## Festes
Els dangmes conserven la seva identitat grupal fent els tres festivals anuals que se celebren a la regió: l'asafotufiam, que se celebra a Ada, el ngmayem, a Shai Osudoku i el Homowo, que se celebra a Gas.

## Educació i universitats
El 78,7% dels caps de família del Gran Accra estan alfabetitzats. D'aquests, el 47,7% ho estan en anglès i una llengua ghaniana, el 23,8% només en anglès i el 5,6% només en llengua nacional.
Al Gran Accra hi ha dues universitats públiques, la Universitat de Ghana, a Accra i a la Universitat d'Estudis Professionals, a Legon Oriental, Accra. A més a més, hi ha un nombre important d'universitats i col·legis universitaris privats a la regió:
- Col·legi Universitari Tecnològic de Ghana, a Tesano.
- Col·legi Universitari Islàmic a Legon Oriental, Accra.
- Col·legi Universitari de Khutsford a Legon Oriental, Accra.
- Col·legi Universitari Metodista de Dansoman, Accra.
- Col·legi Universitari de Ciència i Tecnologia de Mataheko, Accra.
- Col·legi Universitari Central de Mataheko, Accra.
- Col·legi Universitari de Negocis Avançat a Adabraka, Accra.
- Col·legi Universitari Africà de Comunicacions a Adabraka, Accra.
- Col·legi Universitari Internacional de Wisconsin a Legon Septentrional, Accra.
- Universitat de Valley View a Oyibi, Accra.
- Universitat Marítima Regional a Nungua.
- Col·legi Universitari Pentecostal a Sowutuom.
- Col·legi Universitari Maranatha a Sowutuom.
- Universitat de Negocis Aplicats. Campus de Ghana.
- Col·legi Universitari Zenith.

## Esports
Els principals clubs professionals esportius són de futbol:
- Accra Hearts of Oak Sporting Club
- Liberty Professionals F.C.
- Great Olympics

## Personatges notables
- Joselyn Dumas, actriu.
- Sarkodie, rapper
- Azumah Nelson, boxejador professional.
- Arthur Wharton, considerat el primer futbolista professional negre del món.
- Guy Warren, músic, considerat l'inventor de l'afro-jazz.
- Asamoah Gyan, futbolista.